# Cư Prông
Cư Prông là một xã thuộc huyện Ea Kar, tỉnh Đắk Lắk, Việt Nam.

## Địa lý
Xã Cư Prông có vị trí địa lý: 
- Phía đông giáp huyện M'Drắk
- Phía tây giáp xã Ea Păl
- Phía nam giáp xã Cư Yang
- Phía bắc giáp xã Ea Tih và huyện M'Drắk.

Xã Cư Prông có diện tích 64,17 km², dân số năm 2005 là 3.528 người, mật độ dân số đạt 55 người/km².

## Lịch sử
Thành lập năm 2005 dựa theo Nghị định số 40/2005/NĐ-CP ngày 23 tháng 3 năm 2005 của Chính phủ Việt Nam về việc điều chỉnh địa giới hành chính, thành lập các xã thuộc huyện Krông Ana, Ea Kar, Krông Năng, tỉnh Đắk Lắk, Cư Prông thuộc huyện Ea Kar dựa trên diện tích và dân số xã Ea Păn (xã Ea Păn đổi tên thành xã Ea Păl).
Sau khi điều chỉnh địa giới hành chính thành lập xã Cư Prông, xã Ea Păn còn lại 3.689 ha diện tích tự nhiên và 7.190 nhân khẩu.